# Kazachgate
De Trio-affaire of Kazachgate is een internationaal politiek en economisch corruptieschandaal dat eind 2012 in de openbaarheid kwam. Naar verluidt zou het Franse Élysée als voorwaarde voor een reeks Kazachse bestellingen bij Franse bedrijven druk hebben uitgeoefend op Belgische politici om, ten gunste van drie zakenmannen uit de voormalige Sovjet-Unie, een nieuwe afkoopwet (dat het strafproces zou doen vervallen) versneld door het parlement te jagen. Met name de MR en MR-senator Armand De Decker worden genoemd.

## Het "Kazachse" Trio
De spilfiguren in dit wereldwijd vertakte corruptieschandaal zijn Patoch Sjodijev, Alijan Ibragimov en Alexander Masjkevitsj, drie uit Centraal-Azië afkomstige zakenpartners die zich begin jaren 90 in België hadden gevestigd om vennootschappen naar Belgische recht op te richten. Dankzij hun bevoorrechte positie als vertrouwelingen en persoonlijke adviseurs van de Kazachse president Noersoeltan Nazarbajev had het bevriende 'Trio' zich na de implosie van de Sovjet-Unie opgewerkt tot machtige oligarchen. Gebruikmakend van hun connecties ten tijde van de liberalisering en privatisering van de Sovjet-Russische (in 1989) en de Kazachse economie (in 1995) hadden zij fortuin gemaakt door internationale en speculatieve handel in grondstoffen (gas, olie, metalen en mineralen).
In de media wordt het Trio ook weleens het 'Kazachse Trio' genoemd, maar dit is niet helemaal correct. Patoch Sjodijev is van Oezbeekse afkomst maar beschikt sinds 1997, na een omstreden naturalisatie zogezegd door toedoen van de toenmalige burgemeester van Waterloo Serge Kubla, over de Belgische nationaliteit. Kubla beweerde onder eed dat hij niet is tussengekomen in het naturalisatieproces van Chodiev, en ook de hoofdonderzoeker in de zaak, Jean-François Kayser, verklaarde dat “er geen bewijs is van interventie van Mr. Kubla bij Mr. Vandewalle”, de toenmalige hoofdcommissaris bij de politie van Waterloo. De Belgische Staatsveiligheid uitte aanvankelijk reserves over vermeende connecties met Russische ondernemingen, maar besloot uiteindelijk dat er “niets te melden” viel.
Een parlementaire onderzoekscommissie concludeerde op 30 april 2018 unaniem dat de naturalisatieprocedures van Chodiev niet beïnvloed zijn geweest door Serge Kubla.
De van Kirgizië afkomstige Alijan Ibragimov beschikt sinds 2005 naast de Kazachse eveneens over de Belgische nationaliteit. Hij werd Belg door een nationaliteitsverklaring nadat zijn aanvraag tot naturalisatie in 1998 wegens onvoldoende integratie door de Kamer van volksvertegenwoordigers werd verworpen. De Kazach Alexander Masjkevitsj is er ondanks talrijke pogingen nooit in geslaagd om Belg te worden. Hij beschikt wel over het Israëlische staatsburgerschap.

## Minnelijke schikking in de zaak-Tractebel
In december 1999 openden het Belgische en Zwitserse gerecht een onderzoek naar steekpenningen die door het Frans-Belgische ingenieursbureau Tractebel in mei 1997 zouden zijn betaald voor de concessie van een Kazachse CAC-gaspijplijn. De deal gaf Tractebel het recht om voor dertig jaar het Kazachse deel van het Gazpromnet uit te baten (lengte 8.000 km). In 2007 leidde dit tot de inbeschuldigingstelling van zeven personen, waaronder het complete Trio. In februari 2011 verwees de Raadkamer hen door naar de correctionele rechtbank op beschuldiging van valsheid in geschrifte, gebruik van valse stukken, witwassen en bendevorming. Op 17 juni 2011 liet het Brusselse Openbaar Ministerie echter elke klacht vallen, nadat de drie in het kader van de verruiming van de wet op de minnelijke schikking een schikking hadden betaald van 522.500 euro.

## De Kazachse bestellingen in Frankrijk
Op 27 oktober 2010 maakte de Franse president Sarkozy en zijn Kazachse collega Nazarbajev in Parijs bekend dat hun strategische partnerschap geresulteerd had in onderlinge akkoorden ter waarde van twee miljard euro. Ze waren de bekroning van het staatsbezoek dat Sarkozy in oktober 2009 had afgelegd. Tot de die dag ondertekende deals behoorden:
- een bestelling van 295 elektrische locomotieven, te leveren door Alstom en het Russische TMH (waarde 1,3 miljard euro)
- een contract voor Astrium om een fabriek te bouwen in Astana voor het assembleren en testen van satellieten (waarde 100 miljoen euro);
- een akkoord tussen Areva en Kazatomprom voor het bouwen van een splijtstoffabriek;
- een wederzijdse verstandhouding over de bestelling van 45 Eurocopters EC145 (waarde 300 miljoen euro).

Een tiental dagen na het afsluiten van de minnelijke schikking tussen het Trio en de openbare aanklager ondertekenden de premiers François Fillon en Karim Massimov de helikopterdeal. Het Franse satirische blad Le Canard Enchaîné legde de link tussen deze gebeurtenissen en beweerde dat de Kazachse autoriteiten als voorwaarde voor de bestelling van de Eurocopters geëist hadden dat de Fransen het nodige zouden doen voor het beëindigen van de Belgische vervolging tegen het Kazachse Trio. Kringen rond president Sarkozy en zijn UMP zouden zich georganiseerd hebben om dit van België te bekomen. Ze zouden zich daarbij in de eerste plaats gericht hebben op hun Belgische zusterpartij MR en met name op senator Armand De Decker.

## Inmenging in het wetgevend proces?

### Parlementaire onderzoekscommissie
In 2016 werd een parlementaire onderzoekscommissie in het leven geroepen om het ontstaan van de wet op de minnelijke schikking in 2011 te onderzoeken. Na zes maanden hoorzittingen kon de commissie echter geen definitieve link aantonen tussen de rol van Frankrijk en het invoeren van de wet in België. De commissie stelde integendeel vast dat de wet het gevolg was van een politiek compromis tussen de PS en de liberalen destijds, waarbij de PS hoopte de wetgeving rond het bankgeheim te kunnen opheffen en de liberalen een nieuwe wet op de minnelijke schikking wilden invoeren. Op 3 februari 2011, na bemiddeling door Yves Leterme (CD&V), werd een politiek akkoord bereikt.
Op 4 juli 2017 verklaarde Dirk Van der Maelen (sp.a), de voorzitter van de onderzoekscommissie, in een interview met het Belgische tijdschrift Knack dat de diamantsector en het College van procureurs-generaal de "vaders" van de wet waren, onder de politieke verantwoordelijkheid van de CD&V. Hij verantwoordde zijn standpunt door te stellen dat de wet geschreven werd door de KUL-professoren Raf Verstraeten en Axel Haelterman in opdracht van het Antwerp World Diamond Center in 2007, waarna de wet werd gepromoot door het College van Procureurs.

### Geschiedenis van de zaak
De oorspronkelijke zaak-Kazakhgate kwam aan het licht via de Franse advocate Catherine Degoul. Op 4 april 2012 had de Franse anti-witwascel Tracfin verdachte overschrijvingen gevonden van haar rekeningen naar die van Sarkozy's naaste medewerker Étienne des Rosaies. Het ging om een totale som van 300.000 euro. Degoul was de raadsman van Sjodijev, belast met het opzetten van een Frans-Belgisch advocatenteam voor de verdediging van het Trio in de zaak-Tractebel. Hiervoor had ze stortingen ter waarde van 7,2 miljoen euro ontvangen van de Belgische Oezbeek. De Belgische pers kon de hand leggen op een vertrouwelijke nota van Etienne des Rosaies aan minister Claude Guéant. Daarin rapporteerde hij over de demarches die hij had ondernomen om de steun van Armand De Decker te verkrijgen voor een snelle goedkeuring van de afkoopwet. Daarin schreef hij: "Ik heb dus de doorslaggevende steun verkregen van mijn goede vriend Armand De Decker, die ons verzekerde van de 'instemming' van de minister van Justitie, minister van Financiën en minister van Buitenlandse Zaken. En die de (unanieme) stemmen van zijn liberale partij heeft toegezegd."
Betrokken ministers in de zaak zijn Stefaan De Clerck (CD&V), Didier Reynders (MR) en Steven Vanackere (CD&V). De Decker gaf toe dat hij als advocaat van Sjodijev was opgetreden, maar noemde de bijkomende berichtgeving "verzonnen schrijfsels". Hij verwees naar de onnauwkeurige terminologie in de nota van des Rosaies om de geloofwaardigheid ervan in vraag te stellen. Op 7 juli 2017 weerlegde De Decker voor de onderzoekscommissie nogmaals deze beschuldigingen: "Ik herbevestig plechtig dat ik enkel tussenkwam in mijn hoedanigheid als advocaat en dat ik op geen enkele manier invloed had."
Tijdens zijn hoorzitting voor de onderzoekscommissie verklaarde Jean-Pierre Mazery, als kind bevriend met des Rosaies en thans grootkanselier van de Orde van Malta, dat de brieven van des Rosaies niet te serieus  genomen moeten worden. Hij omschreef des Rosaies als een man met een sterke behoefte aan erkenning, waardoor hij de feiten soms inaccuraat weergeeft. Hij voegde daaraan toe dat "Jean-François Etienne des Rosaies een man is die altijd in het centrum van de 'big business' wil staan en aan de touwtjes wil trekken". In maart 2013 opende het parket van Parijs een onderzoek. Op 8 september 2014 volgden er huiszoekingen bij onder meer des Rosaies en Degoul, waarna laatstgenoemden in beschuldiging werden gesteld. Dit gold ook voor twee andere tussenpersonen, de Belgische ingenieur Guy Vandenberghe en Eric Lambert. Een andere presidentiële medewerker, Damien Loras, was volgens des Rosaies de "piloot van het dossier" geweest. Volgens een mediarapport was hij na de goede afloop te gast geweest op Sjodijevs jacht Plan B en had hij in 2009 een duur horloge gekregen, maar Loras ontkent elke vorm van overtreding. Op 15 oktober 2014 vielen de speurders binnen bij senator Aymeri de Montesquiou-Fezensac d’Artagnan, die ook al door Le Canard was vernoemd. Zijn parlementaire immuniteit werd opgeheven (18 maart 2015) en hij werd in beschuldiging gesteld van witwassing en omkoping van buitenlandse overheidsfunctionarissen.
In februari 2015 volgden verdere onthullingen in de pers over de rol van De Decker: hij zou van Degoul 734.346 euro ontvangen hebben voor zijn lobbywerk. Uit de jaarrekening van zijn persoonlijke advocaten-bvba leidde Le Soir af dat het ervoor om een half miljoen euro ging. De senator beriep zich op zijn beroepsgeheim om geen commentaar te geven, maar stelde wel dat het minder was dan de vernoemde bedragen. Hij achtte dit een legitiem honorarium en dreigde met een strafklacht tegen Le Canard. Eerder had Le Vif/L'Express opgemerkt dat hij zich voor de gerechtelijke autoriteiten nooit als advocaat had voorgesteld. De Decker zelf omschreef zijn optreden in de zaak-Sjodijev als die van "strategisch raadgever".

### Conclusies van het Kazakhgaterapport – april 2018
In mei 2018 presenteerde de parlementaire onderzoekscommissie haar eindrapport inzake de invoering van de wet op de minnelijke schikking. Het rapport werd enkel goedgekeurd door de meerderheid; de oppositie steunde het niet. Volgens De Standaard concludeerde dat rapport dat “het wetgevende werk ter invoering van de controversiële wet niet werd beïnvloed door gelobby en pogingen tot manipulatie”. Het rapport sprak Chodiev vrij van elke betrokkenheid bij de invoering van de wet op de minnelijke schikking. Het beschuldigde de diamantsector er daarentegen van de voorbereiding van de wet reeds vanaf 2008 te hebben gepusht. Volgens Le Vif / l’Express “merkte de onderzoekscommissie de link op tussen de Antwerpse magistraten van het parket, politieke partijen, de Minister van Justitie en vertegenwoordigers van de diamantsector om een wetgevende oplossing te vinden om bedrijven in financiële moeilijkheden op gerechtelijk en economisch vlak te helpen."
Er werd daarenboven geen enkel bewijs geleverd dat De Decker enige invloed zou hebben uitgeoefend op de snelheid waarmee de wet erdoor kwam. De week daarvoor, op 28 april, had de meerderheid in de Belgische Kamer van volksvertegenwoordigers de conclusies van de Kazakhgatecommissie reeds goedgekeurd. De oppositie verweet de meerderheid de feiten te minimaliseren.

## Jean-François Godbille
In maart 2012 kreeg de onafhankelijke Brusselse scoutsgroep Amitié et Fraternité Scoute (AFS) via de stichting Hulpfonds prins en prinses Alexander van België van prinses Léa van België 25.000 euro. Het geld zou zijn gestort door zijn advocate Catherine Degoul op vraag van Armand De Decker. Het probleem was dat de Brusselse advocaat-generaal die belast was met het onderzoek, Jean-François Godbille, ook bestuurder en bezieler was van AFS. Omdat een onderzoek naar een magistraat vereist was, werd het dossier doorgestuurd van het Brusselse parket naar het parket-generaal.
Om elke schijn van partijdigheid te vermijden, maakte Johan Delmulle, de Brusselse procureur-generaal, het gerechtelijk dossier rond Kazachgate over aan minister van Justitie Koen Geens (CD&V). Op 1 maart 2017 besliste het Hof van Cassatie om het dossier door te sturen naar het hof van beroep in Bergen. Dit zou een onderzoeksrechter aanstellen, waarna Godbille en prinses Léa zouden worden gehoord.
In 2020 stelde het Hof van Cassatie Jean-François Godbille en prinses Lea buiten vervolging.

## Forrest
De Franse nieuwswebsite Mediapart bracht op 15 juni 2015 het nieuws dat de Belgische zakenman George Forrest 95.000 euro had overgemaakt aan Etienne des Rosaies en legde het verband met het lobbywerk ten gunste van Sjodijev. De volgende dag erkende Forrest in een persbericht de betalingen aan des Rosaies' firma GB Conseil, maar hij beweerde dat de timing van de betalingen (2013-2014) voorafging aan die van de vermeende lobby-inspanningen.